# Скъпи сънародници
„Скъпи сънародници“ (на английски: My Fellow Americans) е американски комедиен филм от 1996 г. на режисьора Питър Сегал, по сценарий на Е. Джак Каплан, Ричард Чапман и Питър Толан. Във филма участват Джак Лемън и Джеймс Гарнър като враждуващите бивши президенти, с Дан Акройд, Лорън Бекол, Естер Рол, Джон Хърд, Уилфърд Бримли, Брадли Уитфорд и Джеф Ягър в поддържащи роли. Филмът е кръстен на традиционната фраза на президентските обръщения към американския народ.
Уолтър Матау е предложен да участва във филма, но той се оттегля, докато Гарнър е избран да участва с Лемън за първият им филм заедно.

## Актьорски състав
| Актьор            | Роля                            |
| ----------------- | ------------------------------- |
| Джак Лемън        | Президент Ръсел Крамър          |
| Джеймс Гарнър     | Президент Мат Дъглас            |
| Дан Акройд        | Президент Уилям Хейни           |
| Джон Хърд         | Вицепрезидент Тед Матюс         |
| Уилфърд Бримли    | Джо Холис                       |
| Лорън Бекол       | Първата дама Маргарет Креймър   |
| Сила Уорд         | Кей Грифин                      |
| Еверет Макгил     | Полковник Пол Търнър            |
| Брадли Уитфорд    | Карл Уитнаур, началник на щаба  |
| Джеймс Ребхорн    | Чарли Рейнолдс                  |
| Естер Рол         | Рита, готвачка в Белия дом      |
| Джеф Ягър         | Лейтенант Ралф Флеминг / Дороти |
| Джак Кехлър       | Уейн                            |
| Едуин Нюман       | Себе си                         |
| Кончата Феръл     | Шофьорка на камион              |
| Том Еверет        | Агент Уилкерсън                 |
| Майкъл Пеня       | Ернесто                         |
| Марг Хелгенбъргър | Джоана                          |

## В България
В България филмът е издаден на VHS от „Александра Видео“ на 15 септември 1997 г.
На 11 ноември 2001 г. е излъчен по „Би Ти Ви“.
На 31 декември 2011 г. е излъчен и по bTV Cinema с български дублаж. Екипът се състои от:
| Озвучаващи артисти  | Радосвета Василева Елисавета Господинова Стоян Алексиев Стефан Димитриев Пламен Манасиев Симеон Владов |
| Преводач            | Соня Иванова                                                                                           |
| Тонрежисьор         | Павел Цонев                                                                                            |
| Режисьор на дублажа | Албена Павлова                                                                                         |